# GATAD2B
El represor transcripcional p66-beta es una proteína que en humanos está codificada por el gen GATAD2B.

## Interacciones
Se ha demostrado que GATAD2B interactúa con la proteína 2 del dominio de unión a metil-CpG, MBD3,   RBBP7  y RBBP4 . 